# Berufsbildungsgesetz (Deutschland)
Das Berufsbildungsgesetz (BBiG) regelt in Deutschland die betriebliche Berufsausbildung (Duales System), die Berufsausbildungsvorbereitung, die Fortbildung sowie die berufliche Umschulung (§ 1 Abs. 1). Das Berufsbildungsgesetz bestimmt ferner die Voraussetzungen des Berufsausbildungsverhältnisses.
Die Gesetzgebungskompetenz fällt in die konkurrierende Kompetenz zwischen Bund und Ländern. Für dieses Gesetz war 1969 eine Genehmigung der Bundesregierung nach Art. 113 GG (in der Schlussformel des Berufsbildungsgesetzes abgedruckt) notwendig.
Zum 1. April 2005 trat eine neue Stammfassung in Kraft. 

## Ziele und Begriffe der Berufsbildung
Die Berufsausbildungsvorbereitung im Sinne des Berufsbildungsgesetzes dient dem Ziel, durch Vermittlung von Grundlagen für den Erwerb beruflicher Handlungsfähigkeit an eine Berufsausbildung in einem anerkannten Ausbildungsberuf heranzuführen. Das Berufsbildungsgesetz definiert die berufliche Handlungsfähigkeit als Fertigkeiten, Kenntnisse und Fähigkeiten, die für die Ausübung einer qualifizierten beruflichen Tätigkeit notwendig sind. Die berufliche Fortbildung soll auf der Berufsausbildung aufbauend ermöglichen, die berufliche Handlungsfähigkeit zu erhalten und anzupassen oder zu erweitern. Daneben soll die berufliche Umschulung zur Ausübung einer anderen beruflichen Tätigkeit befähigen. Teile der Berufsausbildung können im Ausland durchgeführt werden. Das Berufsbildungsgesetz sieht dafür ein Viertel der in Ausbildungsordnung festgelegten Ausbildungsdauer vor. Dabei handelt es sich jedoch um eine Sollvorschrift von der in begründeten Ausnahmen abgewichen werden kann.
Seit dem 1. Januar 2020 gibt es die neuen Abschlussbezeichnungen Bachelor Professional und Master Professional für Fortbildungen im beruflichen Bereich. Die Bezeichnung Bachelor Professional soll den Meister weitgehend ersetzen, der Master Professional Bezeichnungen wie Fachwirt, Betriebswirt und Berufspädagoge. Die bisherigen Bezeichnungen können allerdings weiterhin geführt werden.

## Berufsausbildungsverhältnis
Das Berufsausbildungsverhältnis ist ein Schuldverhältnis (Vertrag); es kommt durch zwei inhaltlich übereinstimmende Willenserklärungen zustande, wenn der Vertrag (Berufsausbildungsvertrag) eine Berufsausbildung zum Gegenstand hat (§ 10 Abs. 1 BBiG). Auf den Berufsausbildungsvertrag sind mangels Abweichung die Vorschriften und Rechtsgrundsätze des Arbeitsvertrags anzuwenden. Eltern, die mit ihrem geschäftsunfähigen Kind ein Berufsausbildungsverhältnis begründen, sind von dem Verbot des Insichgeschäfts befreit. Ein Berufsausbildungsvertrag bleibt auch dann wirksam, wenn der Ausbildende nicht berechtigt war, Auszubildende einzustellen bzw. nicht zur Berufsausbildung berechtigt ist. Der Inhalt des Berufsausbildungsvertrages ist schriftlich niederzulegen und spätestens vor Beginn der Berufsausbildung dem Auszubildenden auszuhändigen. Zu beachten ist, dass der Berufsausbildungsvertrag nicht der Schriftform bedarf; auch mündlich geschlossene Berufsausbildungsverträge sind rechtswirksam. Die Klausel des Wettbewerbsverbots, wonach der Auszubildende z. B. nach der Abschlussprüfung nicht für Konkurrenzunternehmen arbeiten dürfe, ist nichtig. Ebenso nichtig sind Vereinbarungen über Vertragsstrafen, Entschädigungen, die Beschränkung von Schadensersatzansprüchen, sowie die Festsetzung von Pauschbeträgen für Schadensersatzansprüche der Höhe nach.
Seit dem 1. Januar 2020 gilt eine Mindestvergütung für Auszubildende. Sie liegt aktuell (2021) bei 550 Euro im ersten Ausbildungsjahr. Sie steigt um 18 Prozent im zweiten Jahr, um 35 Prozent im dritten und um 40 Prozent im vierten Ausbildungsjahr.

## Lernorte der Berufsbildung
Das Berufsbildungsgesetz nennt abschließend drei Arten von Lernorten. Die betriebliche Berufsbildung wird in privatwirtschaftlichen Unternehmen, dem öffentlichen Dienst und bei Angehörigen freier Berufe durchgeführt. Weiterhin in beruflichen Schulen und außerbetrieblichen Berufsbildungseinrichtungen. Die drei Lernorte wirken dabei zusammen.

## Zuständige Stellen
Zuständige Stellen gemäß § 71 BBiG:
- Berufsbildung in Berufen der Handwerksordnung: Handwerkskammern
- Berufsbildung in nichthandwerklichen Gewerbeberufen: Industrie- und Handelskammern
- Berufsbildung in Berufen der Landwirtschaft, einschließlich der ländlichen Hauswirtschaft: Landwirtschaftskammern
- Berufsbildung der Fachangestellten im Bereich der Rechtspflege: Rechtsanwaltskammern, Patentanwaltskammer und Notarkammern
- Berufsbildung der Fachangestellten im Bereich der Wirtschaftsprüfung und Steuerberatung: Wirtschaftsprüferkammer und Steuerberaterkammern
- Berufsbildung der Fachangestellten im Bereich der Gesundheitsdienstberufe: Ärztekammern, Zahnärztekammern, Tierärztekammern und Apothekerkammern

## Ausnahmen von den Vorschriften
- Pflegeberufegesetz, früher Alten- und Krankenpflegegesetz
- Für die Berufsbildung in Berufen der Handwerksordnung gelten nur die §§ 1 bis 3, 10 bis 26, 50 bis 52, 71 bis 75 und 81 bis 101 BBiG.
- Gesundheitsbereich: Für die Berufsausbildung zum Gesundheits- und Krankenpfleger und Gesundheits- und Krankenpflegehelfer findet das Berufsbildungsgesetz keine Anwendung; hierfür ist allein das Krankenpflegegesetz (KrPflG) maßgeblich (vgl. § 22 KrPflG). Das BBiG findet ebenso keine Anwendung bei der Ausbildung zum Notfallsanitäter (siehe § 29 Notfallsanitätergesetz (NotSanG)), zum Altenpfleger (siehe § 28 Altenpflegegesetz (AltPflG)), zum Physiotherapeuten (siehe Masseur- und Physiotherapeutengesetz (MPhG)) und zur Hebamme bzw. zum Entbindungspfleger (siehe Hebammengesetz (HebG)).
- Schifffahrt: Das Berufsbildungsgesetz gilt nicht für die Berufsbildung auf Kauffahrteischiffen, die nach dem Flaggenrechtsgesetz die Bundesflagge führen, soweit es sich nicht um Schiffe der kleinen Hochseefischerei oder der Küstenfischerei handelt.
- Das Berufsbildungsgesetz gilt nicht für schulische Ausbildungsgänge nach dem Schulrecht der Länder
- Das Berufsbildungsgesetz gilt nicht für die Berufsbildung, die in berufsqualifizierenden oder vergleichbaren Studiengängen an Hochschulen auf der Grundlage des Hochschulrahmengesetzes und der Hochschulgesetze der Länder durchgeführt wird.
- Es gilt auch nicht für die Berufsbildung in einem öffentlich-rechtlichen Dienstverhältnis.

## Kritik
Während Wirtschaftsvertreter die zum Jahr 2020 eingeführten neuen Bezeichnungen als Aufwertung der beruflichen Bildung begrüßten, da dies dokumentiere, dass die Abschlüsse der Beruflichen Bildung gleichwertig zu denen der Hochschulen seien, wehrten sich Hochschulvertreter und einige Berufsverbände gegen diese Neueinführung, da sie bewährte Abschlüsse verwässere.